# Décès en décembre 2009
Décès
- 2005
- 2006
- 2007
- 2008
- 2009
- 2010
- 2011
- 2012
- 2013

Pour une information complémentaire, voir la page d'aide.

## Décembre 2009
| Date         | Nom                           | Activités | Âge | Source |
| ------------ | ----------------------------- | --- | --- | ------ |
| 1er décembre | Ramses Shaffy                 | Chanteur et acteur néerlandais. | 76  |        |
| 1er décembre | Robert Sinsoilliez            | Écrivain français. | 80  |        |
| 2 décembre   | Ikuo Hirayama                 | Peintre japonais, pacifiste et militant actif du désarmement nucléaire.                                                                                  | 79  |        |
| 2 décembre   | Maggie Jones                  | Actrice britannique, elle incarnait Blanche Hunt dans Coronation Street.                                                                                 | 75  |        |
| 2 décembre   | Vjekoslav Sutej               | Chef d'orchestre croate. | 58  |        |
| 2 décembre   | Eric Woolfson                 | Chanteur, pianiste, compositeur et producteur écossais.                                                                                                  | 64  |        |
| 3 décembre   | Richard Todd                  | Acteur britannico-irlandais. | 90  |        |
| 4 décembre   | Jérôme Martin                 | Homme d'Église français. | 68  |        |
| 4 décembre   | Viatcheslav Tikhonov          | Acteur russe. | 81  |        |
| 4 décembre   | Stephen Toulmin               | Philosophe, auteur et enseignant britannique. | 87  |        |
| 4 décembre   | Jordi Solé Tura               | Homme politique espagnol. | 79  |        |
| 4 décembre   | Kelly Piper                   | Actrice américaine. | 59  |        |
| 4 décembre   | Eddie Fatu dit « Umaga »      | Catcheur est-samoan professionnel de la WWE. | 36  |        |
| 5 décembre   | Jack Rose (guitarist) (en)    | Guitariste acoustique américain. | 38  |        |
| 5 décembre   | Alfred Hrdlicka               | Sculpteur, dessinateur et peintre autrichien. | 81  |        |
| 5 décembre   | Otto Graf Lambsdorff          | Homme politique allemand. | 82  |        |
| 5 décembre   | Kálmán Markovits              | Joueur de water-polo hongrois. Médaillé d'or aux Jeux olympiques d'été de 1952 et 1956.                                                                  | 78  |        |
| 6 décembre   | Haj Othman Jorio              | Résistant marocain et signataire du Manifeste de l'indépendance.                                                                                         | 93  |        |
| 6 décembre   | Hamid Lahbabi                 | Ancien joueur marocain et président de la Commission du contrôle financier au sein du PPS.                                                               | 72  |        |
| 6 décembre   | Daouda Sow                    | Psychiatre et homme politique sénégalais. | 76  |        |
| 6 décembre   | Thierno Faty Sow              | Acteur et réalisateur sénégalais. | 67  |        |
| 7 décembre   | Louis Blondel                 | Prêtre français surnommé le curé des pauvres. | 70  |        |
| 7 décembre   | Shunkichi Hamada              | Joueur de hockey sur gazon japonais. Médaillé d'argent aux Jeux olympiques d'été de 1932.                                                                | 99  |        |
| 7 décembre   | Rose Kaufman                  | Auteure, Scénariste américaine. | 70  |        |
| 8 décembre   | Massimo Bogianckino           | Homme politique italien. | 87  |        |
| 8 décembre   | Tavo Burat                    | Écrivain, journaliste et homme politique italien. | 77  |        |
| 8 décembre   | Claude Vasconi                | Architecte français. | 68  |        |
| 9 décembre   | Gene Barry                    | Acteur américain. | 90  |        |
| 9 décembre   | Francis Blanchard             | Fonctionnaire international français. Directeur général du Bureau international du travail de 1974 à 1989.                                               | 93  |        |
| 9 décembre   | Kjell Eugenio Laugerud García | Militaire et homme d'État guatémaltèque. | 79  | (en)   |
| 9 décembre   | Rodrigo Alberto Carazo Odio   | Homme politique Costa Ricain, ancien président du Costa Rica de 1978 à 1982.                                                                             | 83  |        |
| 9 décembre   | Faramarz Payvar               | Musicien et compositeur iranien. | 77  |        |
| 10 décembre  | Jean-Marie Brouyère           | Dessinateur et scénariste belge de bande dessinée. | 66  |        |
| 10 décembre  | Jean-Robert Gauthier          | Chiropraticien et homme politique canadien. | 80  |        |
| 10 décembre  | Thomas Hoving                 | Directeur américain du Metropolitan Museum of Art de 1967 à 1977.                                                                                        | 78  |        |
| 11 décembre  | Abdoulaye Diack               | Homme politique sénégalais, ancien président du Sénat.                                                                                                   | 76  |        |
| 11 décembre  | Moustapha Ndoye               | Réalisateur sénégalais. | 41  |        |
| 11 décembre  | Jacques Échantillon           | Comédien et metteur en scène de théâtre français. | 74  |        |
| 12 décembre  | Val Avery                     | Acteur américain. | 85  |        |
| 12 décembre  | Klavdiya Boyarskikh           | Skieuse de fond soviétique. | 70  |        |
| 12 décembre  | Gustawa Mitelberg             | Une des dernières survivantes du soulèvement du ghetto de Varsovie en 1943, dite «Gutka».                                                                | 85  |        |
| 13 décembre  | Paul Samuelson                | Économiste américain, Prix Nobel d'économie en 1970. | 94  |        |
| 13 décembre  | Dominique Zardi               | Acteur français. | 79  |        |
| 14 décembre  | Alan A'Court                  | Footballeur anglais. | 75  |        |
| 14 décembre  | Chris Feinstein (en)          | Musicien, bassiste du groupe rock américain Ryan Adams and The Cardinals                                                                                 | 42  |        |
| 14 décembre  | Stocker Fontelieu             | Acteur américain. | 86  | (en)   |
| 14 décembre  | Roger Hentz                   | Peintre français. | 82  |        |
| 14 décembre  | Jacques Kother                | Journaliste et présentateur belge. | 72  |        |
| 15 décembre  | Jacques Friedmann             | Haut fonctionnaire et chef d'entreprise français. | 77  |        |
| 16 décembre  | Abdelhadi Boutaleb            | Ancien résistant marocain, plusieurs fois ministre et conseiller du roi.                                                                                 | 86  |        |
| 16 décembre  | Roy E. Disney                 | Homme de cinéma américain. Neveu de Walt Disney, longtemps dirigeant de la compagnie Disney.                                                             | 79  |        |
| 16 décembre  | Iegor Gaïdar                  | Économiste et homme politique russe, ancien Premier ministre de Russie.                                                                                  | 53  |        |
| 16 décembre  | Arturo Beltrán Leyva          | Narcotrafiquant mexicain, leader du trafic de drogue dans son pays.                                                                                      | 51  |        |
| 16 décembre  | Paddy Ridsdale (en)           | Femme politique britannique, agent secret pendant la Deuxième Guerre mondiale, inspiratrice du personnage de Miss Moneypenny.                            | 88  |        |
| 16 décembre  | Vladimir Tourtchinski         | Présentateur de radio et de télévision, acteur, chanteur, culturiste et homme d'affaires russe.                                                          | 46  |        |
| 16 décembre  | Manto Tshabalala-Msimang      | Femme politique sud-africaine, membre du congrès national africain. Elle est députée au parlement de 1994 à 2009 et ministre de la Santé de 1999 à 2008. | 69  |        |
| 17 décembre  | Alaina Reed Hall              | Actrice américaine connue notamment pour son rôle dans la série télé pour enfants Sesame Street.                                                         | 63  |        |
| 17 décembre  | Chris Henry                   | Joueur de football américain de nationalité américaine.                                                                                                  | 26  |        |
| 17 décembre  | Jennifer Jones                | Actrice américaine. | 90  |        |
| 17 décembre  | Michel Leblond                | Footballeur français. | 77  |        |
| 17 décembre  | Dan O'Bannon                  | Scénariste et réalisateur américain de science-fiction.                                                                                                  | 63  |        |
| 17 décembre  | Albert Ràfols-Casamada        | Peintre et poète espagnol d'origine catalane. | 86  |        |
| 17 décembre  | Juan Romay                    | Footballeur argentin | 84  | (es)   |
| 17 décembre  | Amine al-Hafez                | Militaire et homme d'État syrien, membre du parti Baas, ancien Premier ministre et Président de la République de 1963 à 1966.                            | 98  |        |
| 18 décembre  | Richard Adjaho                | Homme politique béninois. | 60  |        |
| 18 décembre  | Anne Heinis                   | Femme politique française. | 76  |        |
| 18 décembre  | Connie Hines (en)             | Actrice américaine | 79  |        |
| 18 décembre  | Renée Lebas                   | Chanteuse et productrice de musique française. | 92  |        |
| 18 décembre  | Rex Yetman (en)               | Musicien country canadien originaire de Terre-Neuve. | 76  |        |
| 19 décembre  | Hossein Ali Montazeri         | Hauts dignitaire chiite iranien. Ancien dauphin de Rouhollah Khomeini devenu dissident.                                                                  | 87  |        |
| 19 décembre  | Kim Peek                      | Savant américain ayant inspiré le personnage principal du film Rain Man.                                                                                 | 58  |        |
| 19 décembre  | Jean-Pierre Rosnay            | Poète et écrivain français. | 83  |        |
| 20 décembre  | James Gurley                  | Musicien américain, guitariste du groupe Big Brother and the Holding Company                                                                             | 70  |        |
| 20 décembre  | Brittany Murphy               | Actrice et chanteuse américaine. | 32  |        |
| 20 décembre  | Yiánnis Móralis               | Peintre grec. | 93  |        |
| 20 décembre  | Arnold Stang                  | Acteur et humoriste américain. | 91  |        |
| 21 décembre  | Ann Nixon Cooper              | Militante noire américaine des droits civiques. | 107 |        |
| 21 décembre  | Edwin G. Krebs                | Biochimiste américain, prix Nobel de physiologie ou médecine en 1992.                                                                                    | 91  |        |
| 21 décembre  | Chrístos Lambrákis            | Journaliste et patron de presse grec. | 75  |        |
| 21 décembre  | Jean-François Le Forsonney    | Avocat français. | 60  |        |
| 21 décembre  | Marianne Stone (en)           | Actrice britannique. | 87  |        |
| 22 décembre  | Gilbert de Chambrun           | Homme politique français, ancien maire de Marvejols (Lozère), chef militaire de la Résistance en Lozère.                                                 | 100 |        |
| 22 décembre  | Mick Cocks                    | Guitariste américain fondateur du groupe de rock Rose Tattoo.                                                                                            | 54  |        |
| 22 décembre  | Luis Cuellar                  | Homme politique colombien, assassiné par les FARC. | 69  |        |
| 22 décembre  | René Margotton                | Illustrateur et peintre français | 94  |        |
| 22 décembre  | Albert Scanlon                | Footballeur anglais. | 74  |        |
| 23 décembre  | Ike Aronowicz                 | Militaire israélien, ancien capitaine de l'Exodus. | 86  |        |
| 23 décembre  | Ngabo Ngawang Jigme           | Homme politique tibétain. | 99  |        |
| 23 décembre  | Edward Schillebeeckx          | Théologien catholique belge. | 95  |        |
| 24 décembre  | Rafael Caldera                | Homme politique vénézuélien. Président du Venezuela de 1969 à 1974 puis de 1994 à 1999.                                                                  | 93  |        |
| 25 décembre  | Vic Chesnutt                  | Chanteur et compositeur américain. | 45  |        |
| 25 décembre  | Knut Haugland                 | Résistant et explorateur norvégien | 92  |        |
| 25 décembre  | Radovan Ivšić                 | Poète surréaliste croate | 89  |        |
| 25 décembre  | Kurt Wilhelm                  | Metteur en scène et auteur allemand | 86  |        |
| 26 décembre  | Yves Rocher                   | Industriel français, PDG D'Yves Rocher. | 79  |        |
| 26 décembre  | Percy Sutton                  | Militant américain ayant notamment œuvré en faveur des droits des afro-américains.                                                                       | 89  |        |
| 26 décembre  | Jacques Sylla                 | Homme politique malgache. Ancien Premier ministre et Président de l'Assemblée Nationale.                                                                 | 63  |        |
| 27 décembre  | Dennis Brutus                 | Poète et militant anti-apartheid sud-africain. | 85  |        |
| 28 décembre  | Habib Bourguiba Jr.           | Homme politique et diplomate tunisien. | 82  |        |
| 28 décembre  | James Owen Sullivan           | Batteur américain du groupe Avenged Sevenfold. | 28  |        |
| 29 décembre  | David Levine                  | Dessinateur de caricatures américain. | 83  |        |
| 29 décembre  | Akmal Shaikh                  | Trafiquant de drogue britannique. | 53  |        |
| 30 décembre  | Rowland S. Howard             | Musicien, auteur-compositeur-interprète australien. | 50  |        |
| 30 décembre  | Peter Seiichi Shirayanagi     | Homme d'Église japonais, cardinal et archevêque émérite de Tokyo depuis 2000.                                                                            | 81  |        |
| 30 décembre  | Abdurrahman Wahid             | Homme politique indonésien, président de l'Indonésie de 1999 à 2001.                                                                                     | 69  |        |
| 30 décembre  | Steve Williams                | Joueur de football américain et de catch de nationalité américaine.                                                                                      | 49  |        |
| 31 décembre  | Cahal Brendan Daly            | Homme d'Église irlandais. Il fut cardinal et archevêque émérite d'Armagh à partir de 1996.                                                               | 92  |        |
| 31 décembre  | Félix Maximilien Rostaing     | Doyen des français. | 109 |        |